# 石川県小学校一覧
| 小学校総数                 | 小学校総数       | 198校・3分校     |
|                            | 国立             | 1校              |
|                            | 公立             | 196校・3分校     |
|                            | 私立             | 1校              |
| 義務教育学校総数           | 義務教育学校総数 | 3校              |
|                            | 公立             | 3校              |
| 教育委員会所在地           | 教育委員会所在地 | 〒920-8575       |
| 石川県金沢市鞍月1丁目1番地 |                  |                  |
| 公式サイト                 | 公式サイト       | 石川県教育委員会 |

石川県小学校一覧（いしかわけんしょうがっこういちらん）は、石川県の小学校および義務教育学校（前期課程）の一覧。

## 国立小学校
- 金沢大学附属小学校

## 公立小学校・義務教育学校

### 金沢市
- 金沢市立泉小学校
- 金沢市立中村町小学校
- 金沢市立十一屋小学校
- 金沢市立長坂台小学校（wikidata）
- 金沢市立泉野小学校
- 金沢市立犀桜小学校
- 金沢市立小立野小学校
- 金沢市立南小立野小学校
- 金沢市立兼六小学校
- 金沢市立中央小学校
  - 金沢市立中央小学校芳斎分校
- 金沢市立長田町小学校
- 金沢市立明成小学校
- 金沢市立諸江町小学校
- 金沢市立森山町小学校
- 金沢市立浅野町小学校
- 金沢市立小坂小学校（wikidata）
- 金沢市立千坂小学校（wikidata）
- 金沢市立夕日寺小学校
- 金沢市立大浦小学校
- 金沢市立浅野川小学校
- 金沢市立鞍月小学校
- 金沢市立粟崎小学校
- 金沢市立大野町小学校
- 金沢市立金石町小学校
- 金沢市立大徳小学校
- 金沢市立木曳野小学校
- 金沢市立戸板小学校
- 金沢市立西小学校（wikidata）
- 金沢市立緑小学校
- 金沢市立安原小学校（wikidata）
- 金沢市立押野小学校
- 金沢市立西南部小学校
- 金沢市立三和小学校
- 金沢市立米丸小学校
- 金沢市立新神田小学校
- 金沢市立三馬小学校
- 金沢市立米泉小学校
- 金沢市立富樫小学校（wikidata）
- 金沢市立伏見台小学校
- 金沢市立額小学校（wikidata）
- 金沢市立四十万小学校（wikidata）
- 金沢市立扇台小学校（wikidata）
- 金沢市立内川小学校
- 金沢市立犀川小学校
- 金沢市立湯涌小学校
- 金沢市立田上小学校
- 金沢市立杜の里小学校
- 金沢市立朝霧台小学校
- 金沢市立医王山小学校
- 金沢市立森本小学校
- 金沢市立花園小学校
- 金沢市立不動寺小学校

### 七尾市
- 七尾市立小丸山小学校
- 七尾市立山王小学校
- 七尾市立天神山小学校
- 七尾市立朝日小学校
- 七尾市立東湊小学校
- 七尾市立石崎小学校
- 七尾市立和倉小学校
- 七尾市立田鶴浜小学校
- 七尾市立中島小学校
- 七尾市立能登島小学校

### 小松市
- 小松市立安宅小学校
- 小松市立荒屋小学校
- 小松市立粟津小学校
- 小松市立犬丸小学校
- 小松市立今江小学校
- 小松市立木場小学校
- 小松市立串小学校
- 小松市立国府小学校
- 小松市立稚松小学校
- 小松市立松東みどり学園（義務教育学校）
- 小松市立第一小学校
- 小松市立月津小学校
- 小松市立東陵小学校
- 小松市立中海小学校
- 小松市立那谷小学校
- 小松市立苗代小学校
- 小松市立能美小学校
- 小松市立日末小学校
- 小松市立符津小学校
- 小松市立向本折小学校
- 小松市立矢田野小学校
- 小松市立蓮代寺小学校
- 小松市立芦城小学校

### 輪島市
- 輪島市内六小学校 (仮設小学校)
  - 輪島市立河井小学校
  - 輪島市立鳳至小学校
    - 輪島市立鳳至小学校舳倉島分校

  - 輪島市立大屋小学校
  - 輪島市立鴻巣小学校
  - 輪島市立河原田小学校
  - 輪島市立三井小学校
- 輪島市立町野小学校
- 輪島市立門前東小学校
- 輪島市立門前西小学校

### 珠洲市
- 珠洲市立上戸小学校
- 珠洲市立飯田小学校
- 珠洲市立若山小学校
- 珠洲市立直小学校
- 珠洲市立正院小学校
- 珠洲市立蛸島小学校
- 珠洲市立みさき小学校
- 珠洲市立宝立小中学校（義務教育学校）
- 珠洲市立大谷小中学校（義務教育学校）

### 加賀市
- 加賀市立錦城小学校
- 加賀市立錦城東小学校
- 加賀市立三谷小学校
- 加賀市立橋立海青学園
- 加賀市立片山津小学校
- 加賀市立作見小学校
- 加賀市立金明小学校
- 加賀市立湖北小学校
- 加賀市立動橋小学校
- 加賀市立分校小学校
- 加賀市立山代小学校
- 加賀市立庄小学校
- 加賀市立勅使小学校
- 加賀市立東谷口小学校
- 加賀市立南郷小学校
- 加賀市立山中小学校
- 加賀市立河南小学校

### 羽咋市
- 羽咋市立粟ノ保小学校
- 羽咋市立邑知小学校
- 羽咋市立西北台小学校
- 羽咋市立瑞穂小学校
- 羽咋市立羽咋小学校

### かほく市
- かほく市立高松小学校
- かほく市立大海小学校
- かほく市立外日角小学校
- かほく市立七塚小学校
- かほく市立宇ノ気小学校
- かほく市立金津小学校

### 白山市
- 白山市立松任小学校
- 白山市立東明小学校
- 白山市立北陽小学校
- 白山市立旭丘小学校
- 白山市立蕪城小学校
- 白山市立千代野小学校
- 白山市立松陽小学校
- 白山市立石川小学校
- 白山市立松南小学校
- 白山市立蝶屋小学校
- 白山市立美川小学校
- 白山市立湊小学校
- 白山市立朝日小学校
- 白山市立広陽小学校
- 白山市立明光小学校
- 白山市立河内小学校
- 白山市立鳥越小学校
- 白山市立白嶺小学校
- 白山市立白峰小学校

### 能美市
- 能美市立浜小学校
- 能美市立福岡小学校
- 能美市立寺井小学校
- 能美市立粟生小学校
- 能美市立湯野小学校
- 能美市立辰口中央小学校
- 能美市立和気小学校
- 能美市立宮竹小学校

### 野々市市
- 野々市市立野々市小学校
- 野々市市立御園小学校
- 野々市市立菅原小学校
- 野々市市立富陽小学校
- 野々市市立館野小学校

### 能美郡
- 川北町立中島小学校
- 川北町立川北小学校
- 川北町立橘小学校

### 河北郡
- 津幡町立津幡小学校
- 津幡町立中条小学校
- 津幡町立条南小学校
- 津幡町立太白台小学校
- 津幡町立英田小学校
- 津幡町立井上小学校
- 津幡町立笠野小学校
- 津幡町立刈安小学校
- 津幡町立萩野台小学校
- 内灘町立大根布小学校
- 内灘町立鶴ヶ丘小学校
  - 内灘町立鶴ヶ丘小学校ハマナス分校
- 内灘町立清湖小学校
- 内灘町立西荒屋小学校
- 内灘町立白帆台小学校
- 内灘町立向粟崎小学校

### 羽咋郡
- 志賀町立志賀小学校
- 志賀町立富来小学校
- 宝達志水町立相見小学校
- 宝達志水町立押水第一小学校
- 宝達志水町立志雄小学校
- 宝達志水町立樋川小学校
- 宝達志水町立宝達小学校

### 鹿島郡
- 中能登町立鹿西小学校
- 中能登町立鳥屋小学校
- 中能登町立鹿島小学校

### 鳳珠郡
- 穴水町立穴水小学校
- 穴水町立向洋小学校
- 能登町立柳田小学校
- 能登町立宇出津小学校
- 能登町立鵜川小学校
- 能登町立小木小学校
- 能登町立松波小学校

## 私立小学校
- 北陸学院小学校